# Machaerium fruticosum
Machaerium fruticosum är en ärtväxtart som först beskrevs av Vell., och fick sitt nu gällande namn av Frederico Carlos Hoehne. Machaerium fruticosum ingår i släktet Machaerium och familjen ärtväxter. Inga underarter finns listade i Catalogue of Life.